# Kretinga (gemeente)
Kretinga is een van de 60 Litouwse gemeenten, in het district Klaipėda.
De hoofdplaats is de gelijknamige stad Kretinga. De gemeente telt 45.700 inwoners op een oppervlakte van 989 km².

## Plaatsen in de gemeente
Plaatsen met inwonertal (2001):
- Kretinga – 21.423
- Salantai – 1942
- Vydmantai – 1880
- Darbėnai – 1598
- Kūlupėnai – 1348
- Padvariai – 1254
- Kartena – 1022
- Kretingsodis – 1001
- Kurmaičiai – 646
- Grūšlaukė – 631

## Seniūnija
De gemeente is verdeeld in 8 seniūnijos:
- Darbėnų (Darbėnai)
- Imbarės (Salantai)
- Kartenos (Kartena)
- Kretingos (Kretinga)
- Kretingos (miesto seniūnija) (Kretinga)
- Kūlupėnų (Kūlupėnai)
- Salantų (miesto seniūnija) (Salantai)
- Žalgirio (Raguviškiai)